# 平川大輔
平川大輔（日语：／ Hirakawa Daisuke，1973年6月4日—）是日本的男性聲優、歌手、旁白。自由身。出身於新潟縣。血型為A型。身高167cm，體重52kg。

## 概要

### 來歷
- 勝田聲優學院11期畢業生。同期的聲優有荻原秀樹（日语：荻原秀樹）、小西克幸、倉田雅世、萩原惠美子，當時隸屬於同人舍Production（日语：同人舎プロダクション）。
- 出道作是在飛機上放映的『西藏七年』中的僧侶等等的無名角色吹替，早期主要是參與海外作品吹替，直到2004年正式參與動畫配音，為巖窟王法蘭茲·德皮利男爵一角進行配音演繹，有更多機會為動畫配音。

- 自魔戒系列電影以來，是好萊塢明星奧蘭多·布魯的日語吹替，近年也是韓國明星張根碩的吹替。主要是少年到青年的演繹，或者是圍繞着主角的成年人角色的擔當。其他代表作有『我的裘可妹妹』的川越春馬、動畫『淘氣小親親』中的入江直樹、『新安琪莉可』系列的貝爾納、『超級機器人大戰Z』的、『School Days』的伊藤誠等等。他同時也是台灣偶像劇『惡作劇之吻』中入江直樹的日語配音。

### 特色
- 聲音的範圍相當的廣，從像是『ロビーとケロビー』中的タナカ那樣的高音來演出。還有『神鬼奇航』中威爾那樣的善良青年、『School Days』中優柔寡斷的伊藤誠、『淘氣小親親』中入江直樹型的天才帥哥，或是用低沉聲音演出冷酷型在超級機器人大戰Z中登場的怪人ジ・エーデル，或是『Fate/Grand Order』中溫和新選組總長的山南敬助等等多方面的表現，FANS對此表示「相當尊敬」。

### 人物
- 因為喜歡和親戚或是朋友的孩子玩，從前曾經想要成為幼稚園老師。但是有一天突然有了「我要成為聲優」的念頭。理由是「如果在像動畫卡通那樣子的兒童節目中演出的話，那就可以帶給很多小朋友快樂了。所以，同樣是演出的工作，但像是演員或舞台劇之類的工作卻沒有考慮過。」至於成為聲優的動機，則曾表示過「正在思考中」（出自ENTERBRAIN出版「B's LOG」2006年3月號採訪內容P.111『声王子』）。
- 自認無能（ヘタレ），在小林由美子的廣播節目「我們都很無能呢」中偶然提到而討論熱烈。似乎組成了一個都是無能的「無能同盟」（人數等詳細不明），在某DRAMA CD中的free talk中曾邀請近藤隆加入。
- 2008年10月以前從沒有搭過飛機，曾在『蟲之歌』9話預告中曾說出「為了環遊世界首先我會著手於取得護照這件事」。而在與岸尾大輔一起主持的WEB radio『シュガービーンズ放送局』17回中發表「已經取得護照了」的消息。2006年末本來要去韓國但因為工作而作罷，直到2008年11月參加在韓國舉辦的見面會，實現了第一次出國、第一次坐飛機的夢想。
- 在『新安琪莉可Abyss 〜歡迎來到向陽邸〜』中決定了暱稱，由於被同是主持人的小野大輔喊做お兄ちゃん（哥哥），而聽眾們也跟著這樣稱呼他，因而決定下來。

- 曾經屬於Media Force旗下的聲優，但公司相關的事務所Dream Force在2014年2月23日宣佈破產；在1月末與旗下聲優解約，自此平川大輔變回自由身。

## 參與作品
※擔任主角者角色名以粗體表示

### 電視動畫
1998年
- 天才小魚郎（運動員）

1999年
- 麻辣教師GTO（男子）

2000年
- 夢幻天女（芳塚廣和、不良、学生、其他）

2001年
- 青春草莓蛋》（男学生、其他）
- 哆啦A梦（男性、美男）
- 刃牙（畑中公平）

2002年
- 野狼前锋（冈部瞬也、藤森薰、俊川）
- 大头狗仔队（布莱特）
- フォルツァ!ひでまる（角之进）
- 魔王但丁（角田）

2003年
- PAPUWA （ミヤギ、ハヤシくん）

2004年
- 御伽草子（檢非違使）
- 巖窟王（法蘭茲·德皮利男爵）
- KURAU Phantom Memory （エド）
- 攻殼機動隊 S.A.C. 2nd GIG（警官、招慰難民）
- BECK（椎木祐介）
- 乌龙派出所（首相）
- 陆奥圆明流外传 修罗之刻（小野忠常、若侍、其他）

2005年
- 韋駄天翔（神崎聖也）
- 我的太太是魔法少女（翔）
- JINKI:EXTEND（川本宏）
- SHUFFLE!（瀧澤巨規）
- 變形金剛 銀河原力（戰士艾克西里昂、武裝戰士艾克西凱撒）
- 風人物語（電影中的男性）

2006年
- 光速蒙面俠21（赤羽隼人）
- 死亡代理人（オートレイヴA）
- 童話槍手小紅帽（漢賽爾）
- 大長今（中宗、刺客）
- 校園迷糊大王 二學期（田中一也）
- 未來都市NO.6（山勢）（第2集）
- 我的裘可妹妹（川越春馬）

2007年
- 英國戀物語艾瑪 第二幕（フットマン）
- SHUFFLE! Memories （滝沢巨規）
- 結界師（八王子君也）
- 《月面兔兵器米娜》卢恰恰星人
- 《古代王者 恐龍王》ノーピス、アクトロイド(2代目)、ベッサム、ディレクター、ディノレッド
- School Days（伊藤誠）
- Saint Beast ～光陰敘事詩天使譚～（堕天使ガブリエル）
- 零之使魔 ～雙月的騎士～（朱利歐·薩切雷）
- 奔向地球（客人）
- 蟲之歌（土師圭吾）
- 《ロビーとケロビー》田中、客

2008年
- 死後文（森下俊輔）
- 古代王者恐龙王（新手）
- 淘氣小親親（入江直樹）
- 新·安琪莉可 （貝爾納）
- 新·安琪莉可-Second Age-（貝爾納）
- 零之使魔 ～三美姬的輪舞～（朱利歐·薩切雷）
- 記憶女神的女兒們（前埜 輝紀）
- 火影忍者疾風傳 （空（ソラ））
- 藥師寺涼子之怪奇事件簿（野長瀬一馬）
- 《まめうしくん》ガッツル
- 《幻影少年》鼎准一

2009年
- 香格里拉 (科幻小說)（秦總一郎）
- BLEACH（千本櫻）
- 神奇寶貝鑽石&珍珠（オウ）
- 旋風管家 第二季（加賀北斗）
- 《ぼくチロ!》查理
- 《寶可夢 鑽石&珍珠》歐

2010年
- 守護貓娘緋鞠（天河優人）
- SD高達三國傳BraveBattleWarriors（周瑜百式）
- 學園默示錄（田島）
- 百花繚亂 SAMURAI GIRLS（柳生宗朗）
- Starry☆Sky（青空颯斗）
- 名偵探柯南（寺堂雲平）

2011年
- 境界線上的地平線（野挽、念治）
- 與殿下一起 ～眼罩的野望～（香宗我部親泰、明智光秀）
- 遊戲王ZEXAL（德魯貝）
- 昭和物語

2012年
- 零之使魔F（朱力歐·切薩雷）
- 緋色的碎片（大蛇卓）
- 冰菓（料理研究會副部長）
- 遊戲王ZEXAL II（德魯貝）

2013年
- 魔王勇者（冬寂王）
- 魔奇少年（練白雄）
- 黑色嘉年華（燭）
- 宇宙戰艦大和號2199（筱原弘树）※2012年起于电影院先行上映
- 百花繚亂 SAMURAI BRIDE（柳生宗朗）
- 旋風管家！Cuties（加賀北斗）
- 兄弟鬥爭（朝日奈右京）
- Free!
- DIABOLIK LOVERS（逆卷禮人）

2014年
- 鬼燈的冷徹（桃太郎）
- WIZARD BARRISTERS～弁魔士賽希爾（教師）
- JOJO的奇妙冒險 星塵遠征軍（花京院典明）
- 蠟筆小新（車油斷吉）
- Free!-Eternal Summer-（龍崎怜）
- 人生諮詢電視動畫「人生」（矢野）
- 閃爍的青春（田中阳一）
- LOVE STAGE!!（相樂玲）
- 偶像學園3（四葉春）

2015年
- 元氣少女緣結神◎（翠郎）
- 新妹魔王的契約者（斯波恭一）
- JOJO的奇妙冒險 星塵遠征軍（花京院典明）
- ALDNOAH.ZERO 第2季（哈克萊特）
- 雨色可可（古賀紫苑）[1]
- 其實我是（岡田）
- 魔鬼戀人 MORE,BLOOD（逆卷禮人）[2]
- 雨色可可 Rainy color歡迎您的光臨！（古賀紫苑）[3]
- 蠟筆小新（真倉隆）
- 高校星歌劇（柊翼）
- 與魔共舞（棗坂四季）
- 櫻子小姐腳下埋著屍體（藤岡毅）
- 終結的熾天使 名古屋決戰篇（岩咲秀作、隊長）

2016年
- 疾走王子Alternative（黛靜馬）
- 亞人（田中功次）
- 偶像學園STARS！（諸星輝）
- 烙印勇士（傑洛姆）
- 半田君傳說（永正惣一）
- 美男高校地球防衛部LOVE！LOVE！（巡屋圓太郎）
- 終末的伊澤塔（艾利奧特）
- 雨色可可 in Hawaii（古賀紫苑）
- 亞人 第二期（田中功次）

2017年
- 風夏（尚志）
- TRICKSTER －來自江戶川亂步「少年偵探團」－（小林昭文）
- 在地下城尋求邂逅是否搞錯了什麼 外傳 劍姬神聖譚（艾絲父）
- 青春歌舞伎（八卷屋）
- 來自「没有榮耀的天才們」的故事（日语：栄光なき天才たち）（織田[4]）
- 高校星歌劇 第2期（柊翼）
- 銀之守墓人（英雄）
- 梵諦岡奇蹟調查官（馬基神父）
- KiraKira☆光之美少女 A La Mode（艾利西奧）
- 潔癖男子青山！（門松了）
- 決鬥大師（爪哇帽）
- Infini-T Force（達米安·格雷）
- Code:Realize ～創世的公主～（聖日耳曼）
- 將國戡亂記（卡瓦哈爾）
- 鬼燈的冷徹 第貳期（桃太郎）
- 泥鯨之子們在沙地上歌唱（阿拉夫尼）

2018年
- 伊藤潤二驚選集（山田、誠）
- 一人之下 羅天大醮篇（諸葛青）
- 霸穹 封神演義（太乙真人）
- 博多豚骨拉麵團（佐伯）
- 偶像學園Friends！（健·眉墨）
- 妖怪手錶 光影之卷（小石獅）
- DEVILSLINE 惡魔戰線（片桐龍之介[5]）
- 妖怪旅館營業中（時彥）
- 鬼燈的冷徹 第貳期 其之貳（桃太郎）
- 千銃士（F）
- 音樂少女（池橋大輝[6]）
- Free!-Dive to the Future-（龍崎怜）
- 付喪神出租中（五位[7]）
- OVERLORD III（羅伯戴克·戈爾特隆）
- Angolmois 元寇合戰記（源九郎義經）
- 夢王國與沉睡中的100位王子殿下（帽子屋[8]）
- 茜色少女（橘田藏人[9]）
- CONCEPTION（納爾西斯特斯[10]）
- 隊長小翼（次藤洋）
- 雷頓的神秘之旅 卡翠愛兒與大富翁的陰謀（莫格爾斯）

2019年
- 家有女友（萩原柊）
- 偶像學園Friends！〜閃耀的寶石〜（健·眉墨）
- 南無阿彌陀佛!-蓮台 UTENA-（阿彌陀如來）
- 文豪Stray Dogs 第3期（埃克爾堡）
- 獵獸神兵 (威廉[11])
- 艾梅洛閣下II世事件簿 -魔眼蒐集列車 Grace note-（梅爾文·韋恩斯[12][13]）
- BEM（卡爾瓦）
- 異世界超能魔術師（白衣男／羅德拉[14]）
- 實況主的逃脫遊戲【直播中】（男女嶋七實）
- 鬼滅之刃（魘夢〈下弦之壹〉[15][16]）
- 偶像學園 on Parade！（四葉春、諸星光、健·眉墨）
- 戰×戀（犬飼透[17]）

2020年
- 王者天下3（慶舍）
- ID:INVADED（冬川浩二）
- 大欺詐師（托馬斯·梅耶）
- 戀與製作人（許墨[18]）
- 大貴族（弗蘭克斯坦[19]）
- 體操武士（中之森真彥[20]）
- 王之逆襲 意志的繼承者（吉耶洛）

2021年
- 偶像★進行曲（若王子樂[21]）
- 工作細胞BLACK（腦細胞〈司令〉[22]）
- 偶像學園Planet！（攝影師）
- 記錄的地平線 圓桌崩壞（艾利亞斯）
- 轉生成蜘蛛又怎樣！（布利姆斯）
- 裝甲娘戰機（岡里）
- 龍先生，想要買個家。（白魔導士[23]）
- 魔法水果籃 The Final（男性）
- 桃子男孩渡海而來（皇鬼[24]）
- 鬼滅之刃 無限列車篇（魘夢〈下弦之壹〉）
- 白金終局（畠山省吾／城市警察藍）
- 異世界食堂2（道俊）
- 世界頂尖的暗殺者轉生為異世界貴族（迪慕爾）
- 艾梅洛閣下II世事件簿 -魔眼蒐集列車 Grace note- 特別篇（梅爾文·韋恩斯）

2022年
- 魯邦三世 PART6（費爾南）
- 自稱賢者弟子的賢者（索爾霍爾[25]）
- 幻想三國誌 -天元靈心記-（張祭）
- 王者天下4（慶舍）
- 足球風雲 Goal to the Future（平松和廣）
- 轉生賢者的異世界生活～取得第二職業，成為世界最強～（賢者）
- 永久少年 Eternal Boys（真田健太郎[26]）
- 福星小子（烏鴉天狗）
- 聖劍傳說 Legend of Mana -The Teardrop Crystal-（波吉爾）

2023年
- 英雄傳說 閃之軌跡 北方戰役（盧法斯·艾爾巴雷亞[27]）
- REVENGER（劉[28]）
- 眾神眷顧的男人2（普雷南斯[29]））
- 被解僱的暗黑士兵（30多歲）開始了慢生活的第二人生（魔王）
- 泡泡糖忍戰（秀賴）
- 六道的惡女們（交通警察）
- 熊熊勇闖異世界 PUNCH！（布拉德）
- 逃走中 THE GREAT MISSION（馬克斯·梅賈）
- 隊長小翼Season2 青少年篇（次藤洋）
- 聖劍學院的魔劍使（魔王雷歐尼斯[30]）
- 暴食狂戰士（拉法爾·布雷利克）
- 勇者赫魯庫（米卡洛斯[31]）
- 葬送的芙莉蓮（贊恩的哥哥[32]）

2024年
- 我獨自升級（崔鍾仁／最上真[33]）
- 王者天下5（慶舍[34]）
- 福星小子 第2期（烏鴉天狗）
- 魔王學院的不適任者II～史上最強的魔王始祖，轉生就讀子孫們的學校～（利巴爾修涅多）
- 黃昏光影（兒島老師）
- Delico's Nursery（阿爾弗雷希特）
- 魔導具師妲莉亞永不妥協（福爾圖納托·路易尼）
- 【我推的孩子】 第2期（火村）
- 妻子變成小學生。（新島圭介[35]）
- 尋神的旅途（蒼香茗[36]）

2025年
- 我想蹺掉太子妃培訓（ジョーダソ）
- 我獨自升級 Season 2 -Arise from the Shadow-（崔鍾仁／最上真[37]）
- 青之壬生浪（姊小路公知[38]）
- MIRU 我的未來（教授、TOSHI／醉漢[39]）
- 野生的大魔王出現了！（梅拉克[40]）

### OVA
2004年
- HUNTER×HUNTER OVA G・I（阿本加聶、初代果列奴）
- TALES OF PHANTASIA THE ANIMATION（ ）

2005年
2004年
2008年
- （伊藤誠）

2009年
- 聖鬥士星矢 THE LOST CANVAS 冥王神話（水瓶座 迪捷爾）

2010年
- 恋爱暴君（ヒロト)
- 與殿下一起（明智光秀）
- 眼鏡女友（宮口孝史）

2011年
- 心之國的愛麗絲（Ace）
- 這個男子，能與宇宙人作戰（シロ）

2012年
- 探索者的目標（コウ）

2013年
- 偷窺孔（城戶龍彥）
- 黒と金の开かない键（绀野千纮）
- 「PEACE MAKER铁」油小路篇（伊东甲子太郎）

2014年
- LOVE STAGE!!（相樂玲）
- 眷戀你的溫柔（葉月）
- 这個男子，正為石化所惱。（穗仁原鉱也）

2015年
- 鬼燈的冷徹（桃太郎）
- 探索者的羽翼（コウ）

2016年
- 高校星歌劇 第1期 OVA1（柊翼）[41]
- 高校星歌劇 第1期 OVA2（柊翼）[41]
- 亞人（田中功次）※漫畫第9卷附OAD限定版

2017年
- 鬼燈的冷徹 OAD4（桃太郎）

2018年
- Free!－Dive to the Future－第0話（龍崎怜）

### 動畫電影
2005年
- 劇場版xxxHOLiC仲夏夜之夢（男子C）

2008年
- 空中殺手The Sky Crawlers（湯田川亞伊豆·合原）

2011年
- 心之国的爱丽丝～Wonderful Wonder World～（Ace）

2012年
- 神秘之法（塔塔卡塔尔·奇拉）

2013年
- 大怪兽RUSH ULTRA FRONTIER DINO-TANK hunting（巴尔坦巴特拉·巴雷鲁）

2014年
- 剧场版 TIGER & BUNNY -The Rising-（VIRGIL DINGFELDER / アンドリュー・スコット）

2015年
- 亞人 -衝動-（田中功次）

2017年
- 劇場版 Free!-Timeless Medley-（龍崎怜）
- 特別版 Free!-Take Your Marks-（龍崎怜）
- 與魔共舞劇場版－Fortuna (棗阪四季)

2020年
- 鬼滅之刃劇場版 無限列車篇（下弦之壹—魘夢）

2024年
- Code Geass 奪回的Rozé（史丹利·馮布朗[42]）

### 網路動畫
2024年
- 物語系列 第外季&第怪季（特洛琵卡雷斯克·霍姆艾維夫·多谷司托靈格斯）

### 遊戲
- 光速蒙面俠21球場上最強的戰士們（赤羽隼人）
- SD鋼彈G世代SPIRITS（ハリソン・マディン）
- きみスタ〜きみとスタディ〜（清宮雅貴）
- 王國之心II（威爾·杜納）
- 閃靈二人組 裏新宿最強BATTLE（マンジ兄弟の兄）
- 白騎士物語（シーザー）
- 超級機器人大戰Z（ジ・エーデル・ベルナル）
- School Days L×H（伊藤誠）
- iアプリ テイルズオブブレイカー（ユーテキ、ザウバー）
- 天地の門2 武双伝（リジュ・ロウ）
- 古墓奇兵3
- とらぶるふぉうちゅんCOMPANY☆はぴCURE（主人公の父親）
- BALDR FORCE EXE：柏木洋介
- 愛神餐館2 特別版（ディル・ベルガモット）※特別版同封スペシャルCD「セルリー編」（PS2版）・「ネメシア編」（X-BOX版）に出演）
- ピリオド（漣雄一）
- FEVER7 SANKYO公式パチンコシミュレーション（ゲージろう）
  - FEVER8 SANKYO公式パチンコシミュレーション（ゲージろう）
- マリア2 受胎告知の謎（水谷敦）
- 武士神槍斬
- 刺客教條：梟雄 （雅各·弗來 ）
- 魔戒 系列（勒苟拉斯）
- 花降樓シリーズ(1)君も知らない邪戀の果てに（綺蝶）

1. 花降樓シリーズ(2)愛で痴れる夜の純情（綺蝶）
2. 花降樓シリーズ(4)婀娜めく華、手摺られる罪（綺蝶）

- [PS2/PC]乙女的恋革命（日语：乙女的恋革命★ラブレボ!!）（樱川鹰士）
  - [PSP]乙女的恋革命 携带版
- 愛麗絲系列（心之骑士艾斯）
  - [PC/PS2/PSP]心之國的愛麗絲（日语：ハートの国のアリス 〜Wonderful Wonder World〜）
  - [PC/PS2]三葉草之國的爱丽丝
  - [PC]小丑之国的爱丽丝
  - [PC]纪念日之国的爱丽丝
  - [PSP]玩具匣之国的爱丽丝
  - [PSP]鑽石之国的愛丽丝
- [PC]你好坏喔 My Master（日语：いじわる My Master）（城崎焔、弗朗茨）
- [DS]好逑少女系列（巢鸭薰）
  - 好逑少女 夏色射手
  - 好逑少女2 两个翠！？
- [PC]神无之鸟（主、斑鳩）
- [PC]鬼畜眼鏡 KICHIKU MEGANE（佐伯克哉）
  - [PC]鬼畜眼鏡R KICHIKU MEGANE R
- [PC]初音島Girl's Symphony（古城孝明）
  - [PSP]初音岛Girl's Symphony 携带版
- [PC]断罪的玛利亚（日语：断罪のマリア）（恶魔乌列尔/乌鲁鲁）
- [PS2]咎狗之血 True Blood（カズイ）
- [PS2]新·安琪莉可 （貝爾納）
  - [PS2]新·安琪莉可 全语音版
  - [PSP]新·安琪莉可 Special
- 绯色的碎片系列（大蛇卓）
  - [DS]绯色的碎片 DS
  - [PSP]绯色的碎片 携带版
  - [PS2]绯色的碎片 爱藏版
  - [PS2]绯色的碎片 ～在那天空下～
  - [PS2]翡翠之雫 绯色的碎片2
  - [PS2]真·翡翠之雫 绯色的碎片2
  - [PSP]真·翡翠之雫 绯色的碎片2 携带版
  - [PS2]苍黑之楔 绯色的碎片3
  - [PSP]苍黑之楔 绯色的碎片3 携带版
  - [PS2]苍黑之楔 绯色的碎片3
  - [PSP]苍黑之楔 绯色的碎片3 迎向明天 携带版
  - [PS2]绯色的碎片 新玉依姬传承（大蛇凌）
  - [PSP]绯色的碎片 新玉依姬传承 携带版（大蛇凌）
- [PC]（山崎充範）
  - [PS2]
- [PC]蝶之毒華之鎖：野宮瑞人（のみや　みずひと）
- [PC]Starry☆Sky ～in Winter～（青空颯斗）
  - [PSP]Starry☆Sky ～in Winter～ 携带版
  - [PC]Starry☆Sky ～after Winter～
- [PC/PS2]绯红帝国（日语：クリムゾン・エンパイア〜Circumstance to serve a noble〜）（賈斯汀·罗比拉蒂）
  - [PC]绯红王室
- [PSP]绝对迷宫格林 七把钥匙与乐园的少女（威廉·格林）
- [PS2]维新恋华 龙马外传（日语：幕末恋華 新選組）（桂小五郎）
- [PC]GARNET CRADLE（樱泽辉一郎）
  - [PC]GARNET CRADLE sugary sparkle
- [DS]堕天使的甜蜜诱惑×快感指令（日语：快感フレーズ）（拉尔夫·格雷萨）
- [PC]Happy☆Magic!（日向绀）
- [PS2]星色礼物（鸣泷宗哉）
  - [PSP]星色礼物 携带版
- [PSP]十三支演義 〜偃月三國伝〜（袁紹）
- [PS3/PS4/PC]生化危机0（T病毒实验体）
- 英雄傳說 軌跡系列（曹・李、路法斯・亞爾巴雷亞）
  - [PS VITA/PS4] 英雄傳說 零之軌跡 Evolution
  - [PS VITA/PS3/PS4] 英雄傳說 閃之軌跡Ｉ～ＩＶ
  - [PS4/PS5]創之軌跡
- [PC]裏語 薄櫻鬼（中冈慎太郎）
- [PSP]宵夜森林的公主 （米利亞姆）
- [PC/PS4/Switch]沙加 绯红恩典 绯色的野望（齐格弗雷）
- 白貓Project（オズワルド）
- [Android/ios] 怪物彈珠（惡魔‧龐克‧煉獄:別西卜）
- [Android/ios]夢王國與沉睡的100位王子殿下（瘋帽子）
- [Android/ios]在茜色世界與君詠唱（江戶川亂步）
- [Android/ios]戰刻夜想曲（毛利隆元）
- [Android/ios] 格林筆記（魅影）
- [Android/ios] 陰陽師（荒）
- 刀劍亂舞-ONLINE- Pocket（古今傳授之太刀）
- 戀與製作人（許墨）
- 夢色卡司（朱道岳）
- ダンキラ!!! - Boys, be DANCING! （蛇ノ目シキ）
- 偶像★進行曲（若王子樂）
- 美男吸血鬼-偉人的愛戀誘惑（威廉‧莎士比亞）
- 少女的王座（維吉爾·F·特爾塔羅斯）
- [Android/ios] Sdorica 萬象物語（卷雲）
- 大正x對稱愛麗絲（灰姑娘）
- Fate/Grand Order（山南敬助）
- 時空中的繪旅人（葉瑄）
- 崩壞：星穹鐵道（桑博[43]）

### 人偶剧
2016年
- Thunderbolt Fantasy 東離劍遊紀（丹衡）

### 吹替
電視/電影/廣告
| 作品年份 | 作品名稱                      | 配演角色              | 演員            | 媒介                              |
| -------- | ----------------------------- | --------------------- | --------------- | --------------------------------- |
| 2011     | 雷神奇俠                      | Loki                  | 湯·希丹斯頓     | 公映/影碟版本                     |
| 2012     | 復仇者聯盟                    | Loki                  | 湯·希丹斯頓     | 公映/影碟版本                     |
| 2013     | 雷神奇俠2：黑暗世界           | Loki                  | 湯·希丹斯頓     | 公映/影碟版本                     |
| 2014     | Jaguar XE係列汽車廣告         | 本人                  | 湯·希丹斯頓     | 積架公司宣傳廣告                  |
| 2015     | 腥紅山莊                      | Thomas Sharpe         | 湯·希丹斯頓     | 影碟版本                          |
| 2015     | 魔天豪廷                      | Robert Laing          | 湯·希丹斯頓     | 影碟版本                          |
| 2016     | 音樂之光                      | Hank Williams         | 湯·希丹斯頓     | 影碟版本                          |
| 2017     | 雷神奇俠3：諸神黃昏           | Loki                  | 湯·希丹斯頓     | 公映/影碟版本                     |
| 2018     | 復仇者聯盟3：無限之戰         | Loki                  | 湯·希丹斯頓     | 公映/影碟版本                     |
| 2019     | 復仇者聯盟4：終局之戰         | Loki                  | 湯·希丹斯頓     | 公映/影碟版本                     |
| 2020     | Earth at Night in Color（S2） | 旁白                  | 湯·希丹斯頓     | AppleTV+串流媒體                  |
| 2001     | 魔戒首部曲：魔戒現身          | 勒苟拉斯              | 奧蘭度·布林     | 公映/影碟版本                     |
| 2001     | 黑鷹計劃                      | 陶德·布拉朋           | 奧蘭度·布林     | 東京電視台版                      |
| 2002     | 魔戒二部曲：雙城奇謀          | 勒苟拉斯              | 奧蘭度·布林     | 公映/影碟版本                     |
| 2003     | 魔戒三部曲：王者再臨          | 勒苟拉斯              | 奧蘭度·布林     | 公映/影碟版本                     |
| 2003     | 魔盜王決戰鬼盜船              | 威爾·杜納             | 奧蘭度·布林     | 公映/影碟版本                     |
| 2004     | 特洛伊：木馬屠城              | 帕里斯                | 奧蘭度·布林     | 公映/錄像帶/影碟版本 東京電視台版 |
| 2005     | 伊麗莎白小鎮                  | Drew Baylor/德魯·拜倫 | 奧蘭度·布林     | DVD版本                           |
| 2006     | 血染天堂                      | 蕭                    | 奧蘭度·布林     | DVD版本                           |
| 2006     | 加勒比海盜：決戰魔盜王        | 威爾·杜納             | 奧蘭度·布林     | 公映/影碟版本                     |
| 2007     | 加勒比海盜：魔盜王終極之戰    | 威爾·杜納             | 奧蘭度·布林     | 公映/影碟版本                     |
| 2011     | 凶心仁術                      | 馬田·比克醫生         | 奧蘭度·布林     | DVD版本                           |
| 2011     | 3D劍客聯盟：雲端之戰          | 白金漢公爵            | 奧蘭度·布林     | 東京電視台版                      |
| 2013     | 哈比人：荒谷魔龍              | 勒苟拉斯              | 奧蘭度·布林     | 公映/影碟版本                     |
| 2014     | 哈比人：五軍之戰              | 勒苟拉斯              | 奧蘭度·布林     | 公映/影碟版本                     |
| 2014     | 祖魯                          | Brian Epkeen          | 奧蘭度·布林     | 影碟版本                          |
| 2009     | 原來是美男                    | 黃泰京                | 張根碩          | DVD版本                           |
| 2010     | 瑪莉外宿中                    | 姜無缺                | 張根碩          | DVD版本                           |
| 2011     | 寵物情人                      | 姜仁浩                | 張根碩          | DVD版本                           |
| 2012     | 愛情雨                        | 徐仁河                | 張根碩          | DVD版本                           |
| 2014     | 漂亮男人                      | 獨孤馬特              | 張根碩          | DVD版本                           |
| 2002     | 黑俠2                         | David                 | 尹子維          | DVD版本                           |
| 2003     | 古墓奇兵2                     | Xien                  | 尹子維          | DVD版本                           |
| 2004     | 新警察故事                    | Fire                  | 尹子維          | DVD版本                           |
| 2012     | 寒戰                          | Man/杜文              | 尹子維          | 影碟版本                          |
| 2013     | 風暴                          | 高飛                  | 尹子維          | 影碟版本                          |
| 1992     | 吸血殭屍：驚情四百年          | 乔纳森·哈克           | 奇洛·李維斯     | 15週年影碟版本                    |
| 1997     | 西藏七年                      | 無名角色等等          | -               | 航空公司版本                      |
| 2002     | 血戰阿拉曼                    | Soldier Serra         | Paolo Briguglia | 錄像帶/DVD版本                    |
| 2004     | 新扎師兄之青年幹探            | 倪峰                  | 陳冠希          | DVD版本                           |
| 2005     | 惡作劇之吻                    | 江直樹                | 鄭元暢          | DVD版本                           |
| 2007     | 惡作劇2吻                     | 江直樹                | 鄭元暢          | DVD版本                           |
| 2007     | 無極                          | 無歡                  | 謝霆鋒          | 朝日電視台                        |
| 2008     | 霜花店                        | 韓裴                  | 林周煥          | DVD版本                           |
| 2009     | 一日一生                      | 成年的亨利·惠勒       | 杜比·麥奎爾     | DVD版本                           |
| 2010     | 創：光速戰記                  | 山姆·費林             | 蓋瑞特·荷德倫   | 公映/影碟版本                     |
| 2010     | 華爾街：金錢萬歲              | 雅各                  | 西亞·李畢福     | DVD版本                           |
| 2010     | 玩命賭注13                    | 文生·費羅             | 山姆·萊利       | DVD版本                           |
| 2010     | 惡作劇之吻（韓國版）          | 白勝祖                | 金賢重          | DVD版本                           |
| 2011     | 現代驅魔師                    | Michael Kovak         | 科林·奧多霍諾   | DVD版本                           |
| 2015     | 英國恐怖故事(S1)              | 道林格雷              | 瑞夫·卡尼       | WOWOW頻道/DVD版本                 |
| 2020     | 芝加哥七人案：驚世審判        | 湯姆·海登             | 艾迪·烈柏尼     | Netflix串流媒體                   |

## 外部連結
- 平川大輔 Official Blog （页面存档备份，存于）（日語）
- Lantis介紹頁 （页面存档备份，存于）（日語）